# Tolomei (Familie)

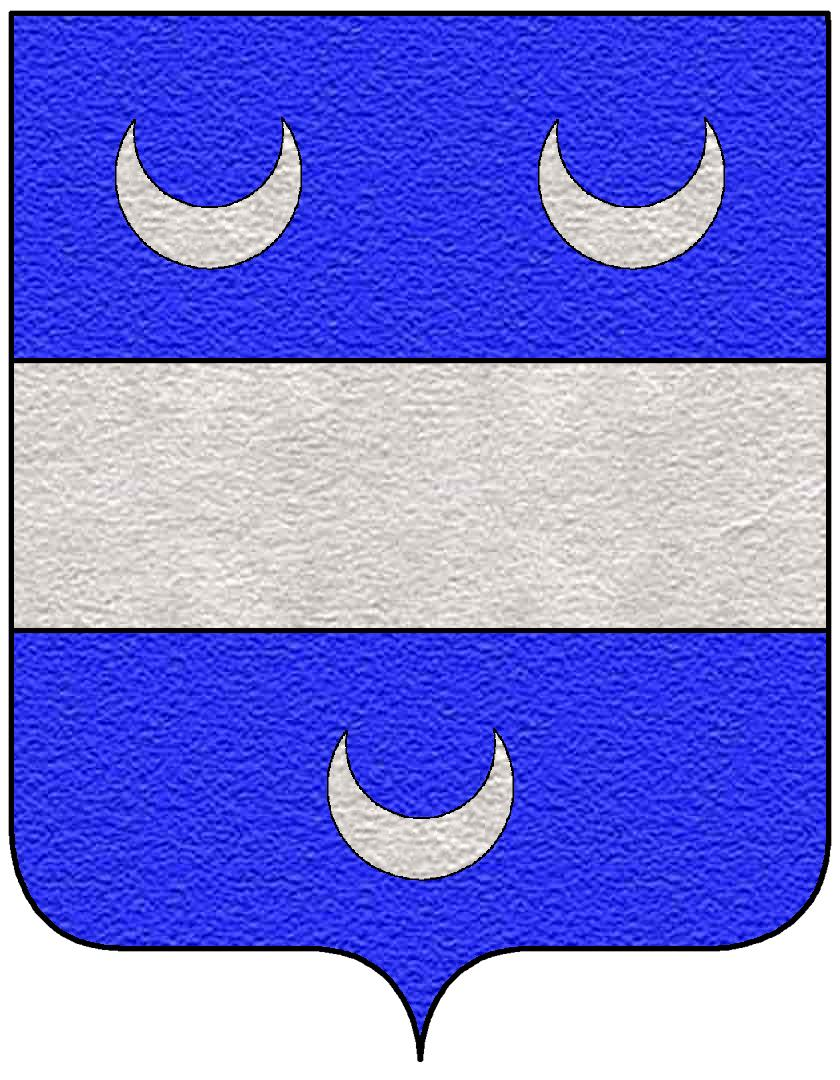
Wappen der Familie Tolomei

Die Tolomei waren eine alte und berühmte sienesische Familie, die ihre angebliche Genealogie mit den Ptolemäer-Herrschern des alten Ägypten verbinden wollte. Wahrscheinlich kamen erste Tolomei während der Herrschaft Karls des Großen in die Toskana.

## Legendärer Ursprung

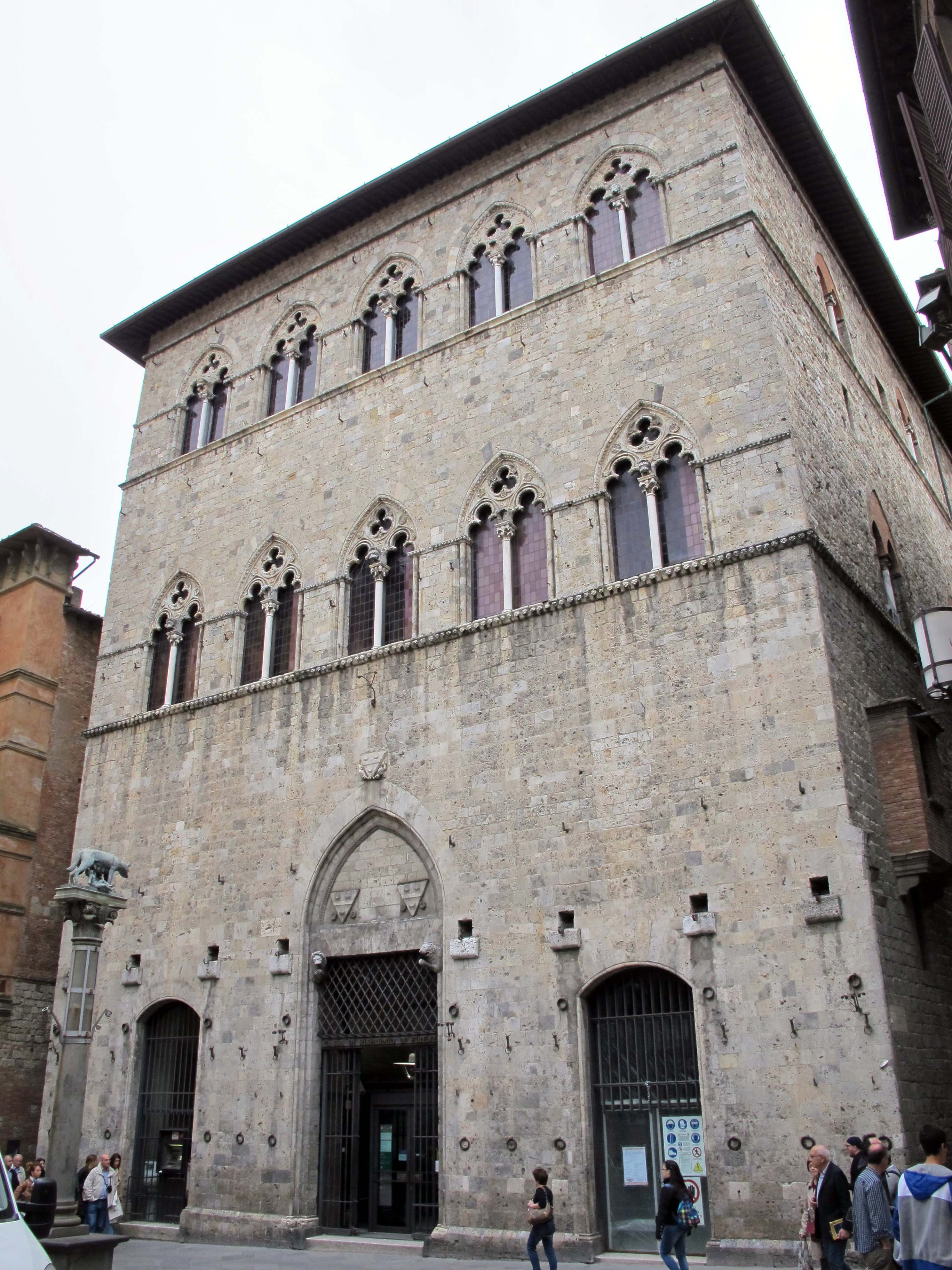
Palazzo Tolomei in Siena

Die Ursprünge der Familie gehen angeblich auf die Ptolemäer, die von den Dardaniden abstammen und auf die mazedonische Königsfamilie der Argeaden, zurück. Die Mythenbildung über ihre Vorfahren war für viele edle Herrschaften durchaus üblich.

## Historische Hinweise
Das erste dokumentierte Mitglied der Familie ist Baldistricca Tolomei zur Zeit von Papst Gregor I. im Jahr 1121. Im 12. Jahrhundert gründete ein Nachkomme dieses Mannes, Baron Alemanni, die Familie Tolomei in Siena.
Die Tolomei waren eine sehr reiche Kaufmannsfamilie, die in Siena lebte, wo sie den gleichnamigen historischen Palast 1205 erbauen ließen. Nach qualvollen politischen Ereignissen in der Republik Siena, in denen die Dynastie sehr aktiv war, wurden einige Vertreter der Tolomai aus der Stadt verbannt, was die Entstehung einiger Nebenlinien in anderen Regionen begünstigte. Sie waren Besitzer zahlreicher Lehen und Ämter in der Toskana.
Der Hauptzweig zog auf Befehl von Innozenz VI. nach Rom: Raimondo Tolomei wurde 1358 dort an die Spitze des Senats gesetzt.
Die Tolomei errichteten ihre römische Residenz im Stadtteil Trastevere, wo man noch heute das Wappen auf dem Turm in der Via dell’Arco dei Tolomei bewundern kann, in dem der Hauptsitz des italienischen Jüdischen Zentrums "Pitigliani" ist.
1503 kauften sie von der Familie Colonna die Lehen mit den Gebieten der freien Gemeinden Collepardo, Guarcino, Vico nel Lazio, bis zu den Höhen von Anticoli di Campagna. Im Auftrag von Claudio Tolomei wurden das Castello di Collepardo mit seinem Portal aus dem Jahr 1606 und der Palast von Vico in Latium gebaut.
Dazu gehörten auch die von Dante im 5. Gesang des Fegefeuers erwähnte Pia de’ Tolomei und der Gelehrte Claudio Tolomei.
Vom 14. bis ins 18. Jahrhundert lebten in Perugia zwei Zweige der Sieneser Familie. Die Tolomei della Stella und die Tolomei di porta Santa Susanna: diesen gehörte Scipione Tolomei (1553–1630) an, politischer Schriftsteller und Gerichtssekretär der Della Corgna, Herzog von Castiglione del Lago.
In Ferrara des 14. Jahrhunderts lebte die Linie der Tolomei dell’Assassino: Stella, Tochter von Giovanni und Geliebte von Niccolò III. d’Este, war die Mutter von Ugo und den Herzögen Leonello und Borso.
Der Zweig von Pistoia starb mit dem Tod von Gräfin Sofia Manni, Witwe des Grafen Filippo Tolomei, aus.
Heute sind die Zweige von Rom, Collepardo und Florenz erhalten.
Im Kreuzgang der Basilika San Francesco befindet sich ein nobles Grab der sienesischen Tolomei, wo auch die achtzehn von den Salimbeni-Antagonisten ermordeten Bürger begraben wurden.